# Representante Especial da União Europeia
O Representante Especial da União Europeia é um emissário da União Europeia, com missões específicas no estrangeiro. Servem como os olhos e os ouvidos da União Europeia, promovendo a democracia e boa governação e, em geral, representar a União Europeia, numa região específica. 
Atualmente, são financiados e coordenados pelo Alto Representante da União para os Negócios Estrangeiros e a Política de Segurança.

## Lista de representantes especiais da União Europeia

### Bósnia e Herzegovina
Miroslav Lajčák foi nomeado Representante Especial da UE na Bósnia e Herzegovina, em 18 de junho de 2007. Anteriormente o cargo foi exercido por Lord Paddy Ashdown, e depois por Christian Schwarz-Schilling. 

### Ásia Central
Pierre More foi nomeado Representante Especial da UE para a Ásia Central, em 5 de outubro de 2006. Ele está a promover as boas e estreitas relações entre os países da Ásia Central e da UE, contribuindo para o reforço da democracia, Estado de Direito, boa governação e de respeito pelos Direitos Humanos e das liberdades fundamentais na Ásia Central. Ele também é considerado os olhos e os ouvidos da União Europeia na região, em coordenação com outros parceiros e organizações internacionais relevantes, tais como a OSCE.

### Sudão
Torben Brylle é o Representante Especial da UE para o Sudão desde 1 de maio de 2007. Anteriormente, foi Pekka Haavisto que ocupou o cargo entre 2005 e 2007. O seu mandato cobre os esforços para alcançar uma resolução política do conflito de Darfur, para ajudar a implementação do acordo de paz para por fim à Segunda Guerra Civil Sudanesa e para promover o diálogo entre os grupos étnicos em questão. Ele tem de respeitar o princípio da apropriação africana e, assim, remete-se para a União Africana. Ele também irá facilitar a contribuição europeia para a Missão da União Africana no Sudão (AMIS I). 

### Moldávia
Kálmán Mizsei foi nomeado Representante Especial da UE para a Moldávia em 15 de fevereiro de 2007. O seu papel é o de reforçar a contribuição da UE para a resolução do conflito de Transnístria, em estreita coordenação com a OSCE. Ele está a facilitar o controlo das fronteiras começado recentemente pela UE. 

### República da Macedónia
Erwan Fouéré foi nomeado Representante Especial da UE na República da Macedónia em 17 de outubro de 2005. O seu mandato tem como objetivo contribuir para a consolidação do processo político pacífico e para a plena implementação do Acordo-Quadro de Ohrid, promovendo assim a continuação dos progressos no sentido da integração europeia através do Processo de Estabilização e Associação. 

### Médio Oriente
Marc Otte foi nomeado Representante Especial da UE para o Médio Oriente em 14 de julho de 2003. O mandato do Representante Especial é baseada em objetivos políticos da UE no que respeita ao processo de paz no Médio Oriente, que inclui uma solução de criação de dois Estados em Israel e um democrático, viável, pacífico e soberano Estado palestiniano vivendo lado a lado dentro de fronteiras seguras e reconhecidas, gozando de relações normais com os seus vizinhos, em conformidade com as Resoluções do Conselho de Conselho das Nações Unidas 242, 338, 1397 e 1402 e os princípios da Conferência de Madrid. 

### Sul do Cáucaso
Peter Semneby foi nomeado Representante Especial da UE para a sul do Cáucaso em 20 de fevereiro de 2006, tendo Heikki Talvitie ocupado anteriormente o cargo de 2003 até 2006. O Representante irá contribuir para a implementação dos objetivos políticos da UE, que incluem ajudar os países do sul do Cáucaso na realização de reformas políticas e económicas, para prevenir e auxiliar na resolução de conflitos, promovendo o regresso dos refugiados e pessoas deslocadas internamente, que pratiquem construtivamente com os principais vizinhos da região, apoio intra-regional de cooperação e assegurar a coordenação, coerência e eficácia da ação da UE no sul do Cáucaso. O Representante apoiará o trabalho do Alto Representante Javier Solana na região. 

### Afeganistão
Ettore Francesco Sequi foi nomeado Representante Especial da UE no Afeganistão em 1 de setembro de 2008. O seu predecessor foi Francesc Vendrell (2002-2008). O seu mandato tem como objetivo contribuir, através de uma estreita ligação e apoio do Representante Especial do Secretário-Geral das Nações Unidas, Senhor Brahmini, para a obtenção e execução da política da União no Afeganistão. 

### Região dos Grandes Lagos
Roeland van de Geer foi nomeado Representante Especial da UE para a Região dos Grandes Lagos africana em 14 de fevereiro de 2007. 

### Kosovo
Pieter Feith foi nomeado como Representante Especial da União Europeia em Kosovo, cargo que ocupou entre fevereiro de 2008 e 28 de fevereiro de 2009.